# 陳元
陳 元（ちん げん、生没年不詳）は、後漢の儒学者・官僚。字は長孫。本貫は蒼梧郡広信県。

## 経歴
王莽のときに厭難将軍をつとめた陳欽の子として生まれた。父から『春秋左氏伝』の学問を伝えられ、蔭官により郎に任じられた。
建武初年、陳元は桓譚・杜林・鄭興とともに当時の代表的な儒学者として認められていた。ときに左氏伝博士の官を立てようという議論が起こったが、范升が左氏学が学問として浅薄であるとして、博士の官を立てるべきでないと上奏した。陳元はこれを聞くと、宮殿を訪れて反論の上疏をおこなった。陳元と范升のあいだで議論の応酬があったが、光武帝は左氏学を立てることとし、太常が博士4人を選び、陳元がその筆頭となった。ところが陳元が新たに論争を起こしたため、光武帝は陳元に代えて司隷従事の李封を左氏博士に任用した。これにより左氏学の是非をめぐって儒学者のあいだの論議が沸騰し、公卿以下を巻き込んで数度にわたって朝廷で争った。李封が病没すると、左氏学は廃止された。
陳元は才能の高さでも有名であり、大司空の李通の府に召し出された。大司農の江馮が司隷校尉に三公を監察させるよう上奏すると、陳元はこれに反論した。光武帝は陳元の意見を採用した。
李通が罷免されると、陳元は李通のもとを去った。後に大司徒の欧陽歙の府に召し出され、政治の改革や郊廟の礼についてたびたび上奏したが、光武帝に用いられなかった。病のため官を去り、家で死去した。
子に陳堅卿があり、文章で知られた。

## 伝記資料
- 『後漢書』巻36 列伝第26